# Südostasienspiele 1959
Die Südostasienspiele 1959, englisch als Southeast Asian Peninsular Games (SEAP) bezeichnet, fanden vom 12. bis 17. Dezember 1959 in Bangkok statt. Es war die erste Auflage der Spiele. Es nahmen etwa 600 Athleten und 200 Offizielle aus 6 Ländern in 12 Sportarten an den Spielen teil.

## Medaillenspiegel
| Rang | Land       | Gold | Silber | Bronze | Gesamt |
| ---- | ---------- | ---- | ------ | ------ | ------ |
| 1    | Thailand   | 35   | 26     | 15     | 76     |
| 2    | Birma      | 11   | 15     | 14     | 40     |
| 3    | Malaya     | 8    | 15     | 11     | 34     |
| 4    | Singapur   | 8    | 7      | 18     | 33     |
| 5    | Südvietnam | 5    | 5      | 6      | 16     |
| 6    | Laos       | 0    | 0      | 2      | 2      |

## Sportarten
- Badminton
- Basketball
- Boxen
- Fußball
- Gewichtheben
- Leichtathletik
- Radsport
- Schießen
- Schwimmsport
- Tennis
- Tischtennis
- Volleyball

## Referenzen
- Percy Seneviratne (1993) Golden Moments: the S.E.A Games 1959-1991 Dominie Press, Singapur ISBN 981-00-4597-2
- Geschichte der Südostasienspiele
- Lew Hon Kin: SEA Games Records 1959-1985, Petaling Jaya – Penerbit Pan Earth, 1986